# Монона (Западна Вирџинија)
Монона (Западна Вирџинија) (енгл. Monongah) град је у америчкој савезној држави Западна Вирџинија.

## Демографија
По попису из 2010. године број становника је 1.044, што је 105 (11,2%) становника више него 2000. године.
| Група             | 2000.       | 2010.       |
| Белци             | 860 (91,6%) | 982 (94,1%) |
| Афроамериканци    | 53 (5,6%)   | 37 (3,5%)   |
| Азијати           | 1 (0,1%)    | 2 (0,2%)    |
| Хиспаноамериканци | 3 (0,3%)    | 10 (1,0%)   |
| Укупно            | 939         | 1.044       |